# Einer muss der Beste sein (Ich ich ich)
Einer muss der Beste sein (ich ich ich) ist ein Lied des deutschen Sängers, Komponisten und Produzenten Stephan Remmler aus dem Jahr 2006. Es erschien als letzte Single seiner Solokarriere.

## Hintergrund
Einer muss der Beste sein (ich ich ich) geht auf eine unveröffentlichte Komposition von Stephan Remmler und Markus Löhr aus dem Jahr 1996 zurück. Zu diesem Zeitpunkt nannte sich das Lied noch Der Nabel der Welt. Dieses Lied war bereits fertig für Remmlers sechstes Soloalbum Amnesia produziert. Er zeigte sich jedoch unzufrieden, schrieb einen neuen Text für das Lied und veröffentlichte es unter dem Namen Nie wieder Anita auf seinem Album Amnesia.
Die Urfassung Der Nabel der Welt sollte eigentlich auf der Single Heut geht die Sonne nicht auf erscheinen, allerdings wurde diese Single lediglich an Radiosender versandt – in den Handel gelangte sie nie.
Für sein siebentes Soloalbum 1, 2, 3, 4 … überarbeitete Stephan Remmler das Lied Der Nabel der Welt vollständig. Insbesondere wurde die textliche Erzählperspektive geändert. Während es 1996 noch im Text hieß: „Du bist der Nabel der Welt, zumindest, der sich dafür hält. Aus deiner Sicht dreht sich alles um dich“ heißt es nun: „Ich bin der Nabel der Welt, zumindest der sich dafür hält. Aus meiner Sicht dreht sich alles um mich.“
Remmler produzierte den Song gemeinsam mit seinem ältesten Sohn Cecil Remmler. Im Refrain singen alle drei Remmler Söhne Cecil, Jonni und Lauro Remmler.

## Veröffentlichung
Einer muss der Beste sein (Ich ich ich) erschien am 14. Juli 2006 auf Stephan Remmlers Soloalbum 1, 2, 3, 4…. Als Single wurde das Lied vorab am 23. Juni 2006 ausgekoppelt. Es erschien als Single-CD und als Maxi-CD sowie als Musikdownload.
Für Einer muss der Beste sein (Ich ich ich) produzierte Remmlers seinerzeit 12-jährige Sohn Lauro Remmler ein kurzes animiertes Musikvideo. Das Video erschien in zwei Varianten: Die eine Variante enthält eine kurze Szene, die Stephan Remmler beim Geschlechtsverkehr mit einer Frau zeigt, in der anderen Variante fehlt die Szene.
Stephan Remmler trat mit dem Lied mehrfach im Fernsehen auf, unter anderem im ZDF Fernsehgarten am 23. Juli 2006 oder am 6. Juli 2006 in der NDR Talkshow – hier live begleitet von einem Kinderchor.
Einer muss der Beste sein (Ich ich ich) war die letzte Veröffentlichung aus Stephan Remmlers Solokarriere überhaupt. Es folgten in späteren Jahren noch Gastauftritte, u. a. bei Nena, Sido, LaBrassBanda oder Senor Coconut.
In den deutschen Musikcharts konnte sich Einer muss der Beste sein (Ich ich ich) nicht platzieren.